# Who Are You (テレビドラマ)
Who Are You（タイ語: Who Are You – เธอคนนั้น คือ ฉันอีกคน ）は、ティパナリー・ウィーラワトノドム（ナムターン）、ピーラワット・シェーンポーティラット（クリス）、ケイ・ラットシティチャイが主演する2020年のタイのテレビドラマで、韓国ドラマ『恋するジェネレーション』の翻案である。1人は孤児となり、常にいじめに悩まされている一方で、もう1人は裕福な家庭の養子となり養母とより良い生活を送っている一卵性双生児の2人を描いた物語である。  
カニタ・クワンユーが監督し、GMMTVがNar-ra-torとともに制作したこのドラマは、GMMTVが2019年10月15日に開催したイベント「New & Next」で紹介した2020年の12のテレビドラマの一つであった。2020年5月2日にGMM 25とLINE TVで初放送され、それぞれ土曜日21:30 ICTと日曜日23:00 ICTに放送された。放送は2020年6月28日に終了している。

## あらすじ
学生であるマインド（ティパナリー・ウィーラワトノドム）は、繰り返される悪質ないじめに耐えていたものの、遂に自分の命を絶とうとする。 しかし奇跡的にマインドに関する記憶を失いながらも生き延び、ミーン（ティパナリー・ウィーラワトノドム）と名乗り、新たな人生を歩むことになる。実はマインドとミーンは一卵性双生児であったため外見が酷似しており、周囲は2人を見分けることはできなかった。 
ミーンとして生きているマインドは、ミーンの親友で水泳選手のナティ（ピーラワット・シェーンポーティラット）と、彼女の記憶を取り戻すためにやって来たいたずら好きでハンサムなガン（ケイ・ラットシティチャイ）と出会う。 
時間が経つにつれ真実が明らかになってくると、ミーンは今まで経験したことのないほどの痛みを感じるようになる。 

## キャストとキャラクター

### 主演
ミーン・ミーンナラ・ナンニチソパー / マインド・マニタ・エウラック役：ティパナリー・ウィーラワトノドム（ナムターン）
ミーン：マインドの双子の姉妹で、10歳の時に孤児院から現在の家に養子として引き取られた。バンコクの学校に通っている。
マインド：孤児院「愛の家」で育ち、アルバイトをしながらプラチンブリの学校に通っているミーンの双子の姉妹。
ナティ（ナ）・ワナチャレン役：ピーラワット・シェーンポーティラット （クリス）
ミーンの幼馴染でクラスメイト。水泳の選手。
ガンカン(ガン)役：ケイ・ラットシティチャイ
ミーンのクラスメイトで学校の理事長の息子だが、父親と不仲でそのことを周囲には秘密にしている。

### 脇役
ティダー・トライウィサクル役：プローイションプー・スパサップ（ジャン）
プラチンブリの学校でマインドを虐めていたグループのリーダー。
ピート・チャオワット役：ハリット・チーワカルン（シング）
ミーンのクラスメイトで勉強ができる。親が優秀な学生を対象とした個別指導塾を運営している。
ライラ役：アピチヤー・サエチャン（サイシー）
ミーンとキャットの親友でクラスメイト。勉強が苦手。
キャット・アリサラ役：Juthapich Indrajundra（Jamie）
ミーンとライラの親友でクラスメイト。 おしゃれ好き。
キュー先生役：Nuttawut Jenmana（Max）
ミーンたちのクラスの担任。
クワン役：Mayurin Pongpudpunth（Kik）
ミーンの養母。マインドとミーンが入れ替わったことを知ったが
メイ・ナッチャ・コンピニュー先生役：アリス・ツォイ (アリーサヤ)
教育実習生として新たに赴任してきた先生。
コーン役：Songsit Roongnophakunsri (Kob)
ガンの父親で学校の理事長。
パット・パチャリー役：Apasiri Nitibhon （Um）
ピートの母で保護者会会長。優秀な学生を対象とした個別指導塾を運営している。
レン役：Santisuk Promsiri（Noom）
ナティーの父親。ナティーの母親を水難事故で亡くしている。
ジューン・ニチャパット・チャーンワラン役：Wanwimol Jensawamethee（June）
ガス・カウィン・Damrong役：クリッタナイ・アーサンプラキット（ナムモン）
Kannika（コイケーウ）役：ナパソーン・ウィーラユッタウィライ（プイメック）
ダルニー役：Kallaya Lertkasemsab (Ngek)
ティダーの母親。
タナドル役：Surasak Chaiyaat（Noo）
ティダーの父親。
ミュウ・ジャンジラー役：Panadda Wongphudee（Boom）
ガンの母親。
アン先生役：キッティパット・チャラーラック(ゴルフ)
英語の先生。
ジェームスコーチ役：タナブーン・ワンロプシリナーン(ナ)
ナティーの水泳のコーチ。
ニン・ポーンパウィー役：Lapisara Intarasut（Apple）
ミーンとジューンの友人。

## サウンドトラック
| 曲名                   | ローマ字                             | アーティスト                     | Ref.  |
| ---------------------- | ------------------------------------ | -------------------------------- | ----- |
| ลืมว่าต้องลืม              | Luem Wa Tong Luem (Forget to Forget) | Getsunova                        | [ 6 ] |
| อยากถูกมองด้วยแววตาแบบนั้น | Yark Took Mong Duay Waew Tar Bap Nan | Sarunchana Apisamaimongkol (Aye) | [ 7 ] |
| คนเดิมที่ไม่เหมือนเดิม       | Kon Derm Tee Mai Meuan Derm          | Getsunova                        | [ 8 ] |

## タイでの配信

### タイのテレビの評価
- 下の表では青文字が最低の評価を表し、 赤文字が最高の評価を表します。

| エピソード No. | 放送時間 （UTC+07：00） | 放送日        | 平均 視聴率 | Ref.     |
| -------------- | ----------------------- | ------------- | ----------- | -------- |
| 1              | 土曜日の午後9時30分     | 2020年5月2日  | 0.390％     | [ 9 ]    |
| 2              | 日曜日の午後11時        | 2020年5月3日  | 0.499％     | [ 9 ]    |
| ３             | 土曜日の午後9時30分     | 2020年5月9日  | 0.489％     | [ 10 ]   |
| 4              | 日曜日の午後11時        | 2020年5月10日 | 0.340%      | [ 10 ]   |
| 5              | 土曜日の午後9時30分     | 2020年5月16日 | 0.462％     | [ 11 ]   |
| 6              | 日曜日の午後11時        | 2020年5月17日 | 0.498％     | [ 11 ]   |
| 7              | 土曜日の午後9時30分     | 2020年5月23日 | 0.346％     | [ 12 ]   |
| 8              | 日曜日の午後11時        | 2020年5月24日 | 0.411％     | [ 12 ]   |
| 9              | 土曜日の午後9時30分     | 2020年5月30日 | 0.363％     | [ 13 ]   |
| 10             | 日曜日の午後11時        | 2020年5月31日 | 0.363％     | [ 13 ]   |
| 11             | 土曜日の午後9時30分     | 2020年6月6日  | 0.396％     | [ 14 ]   |
| 12             | 日曜日の午後11時        | 2020年6月7日  | 0.555％     | [ 14 ]   |
| 13             | 土曜日の午後9時30分     | 2020年6月13日 | 0.664％     | [ 15 ]   |
| 14             | 日曜日の午後11時        | 2020年6月14日 | 0.451％     | [ 15 ]   |
| 15             | 土曜日の午後9時30分     | 2020年6月20日 | 0.757%      | [ 16 ]   |
| 16             | 日曜日の午後11時        | 2020年6月21日 | 0.627％     | [ 16 ]   |
| 17             | 土曜日の午後9時30分     | 2020年6月27日 | 0.670％     | [ 17 ]   |
| 18             | 日曜日の午後11時        | 2020年6月28日 | 0.682％     | [ 17 ]   |
| 平均           | 平均                    | 平均          | 0.498% 1    | 0.498% 1 |

^1 各話毎の平均視聴率に基づく。

## 日本での配信
BS朝日にて2021年8月26日23:00より放送される。